# Юліуш Марішлер

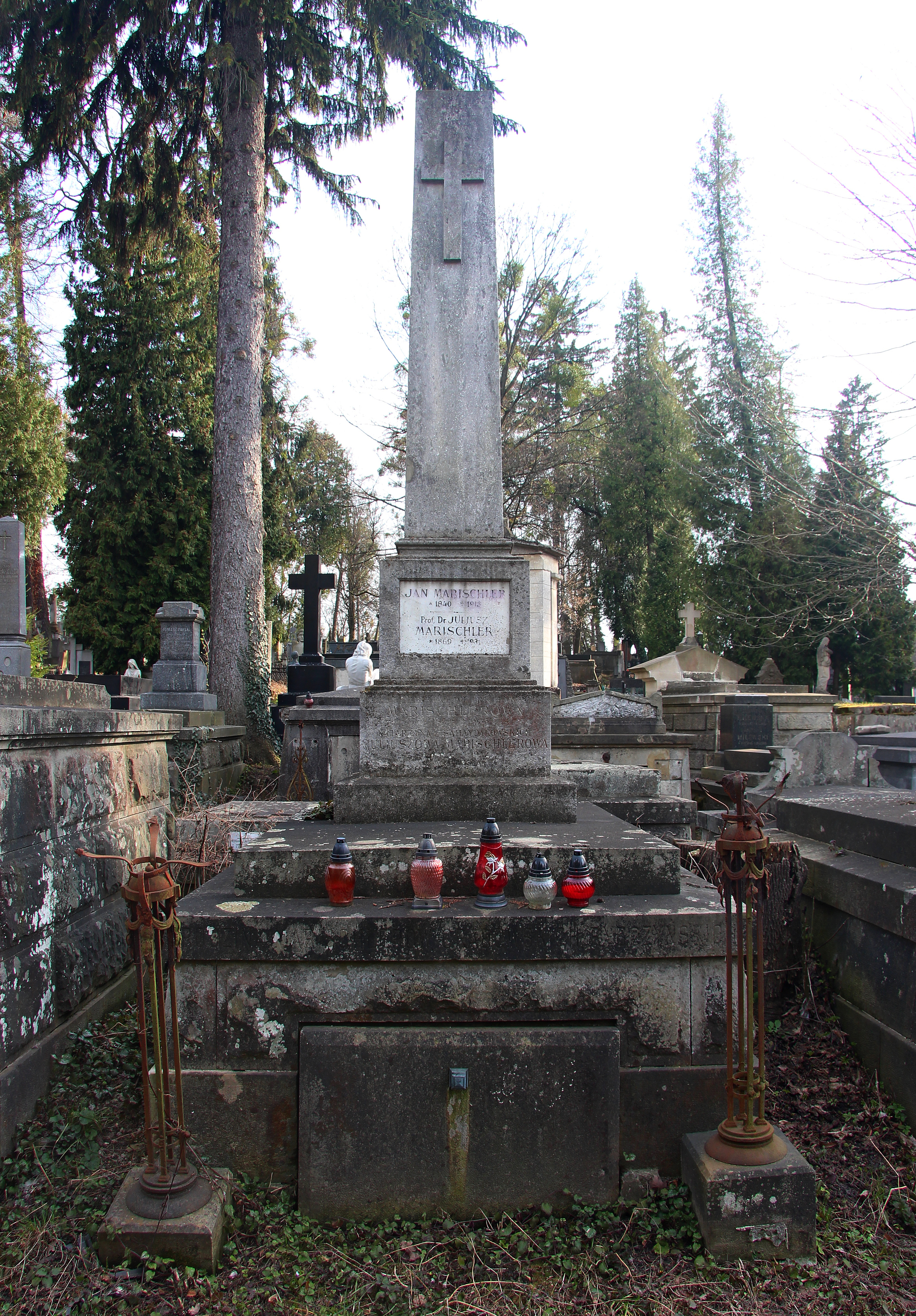

Юліуш Кароль Марішлер (пол. Juliusz Karol Marischler; 16 листопада 1869, Львів — 1931, там само) — польський науковець, доктор медицини, лікар-інтернист, професор кафедри внутрішніх хвороб Львівського університету Яна-Казимира (1869—1931). Голова Львівського лікарського товариства (1931). Досліджував дієтотерапію і харчовий метаболізм, вплив метаболітів і токсинів на кровообіг, дію кухонної солі на функції хворої нирки, вплив низькокалорійної та малобілкової дієти.

## Життєпис
Юліуш Марішлер народився у Львові 16 листопада 1869 року в родині міщанина Яна Марішлера та Ельжбети Дітріх. У родині було троє дітей і мешкали у власному будинку на вул. Передмістя Галицьке, 10 (нині вулиця Коперника, 3). Батько займався підприємницькою діяльністю — був власником підприємства транспортних засобів (возів). Також відомо, що у 1888—1893 роках спільно з Александером Пйотровським утримував склади (можливо, гуртівню) пожежних та протипожежних засобів.
У 1888 році юнак отримав атестат зрілості, закінчивши ІІІ Львівську старокласичну гімназію імені Франца Йосифа I. Медичну освіту здобував у Кракові — закінчив медичний факультет Ягелонського університету у 1894 році. Молодий лікар розпочав співпрацю з професором Едвардом Сас-Корчинським, який розгледів його аналітичні здібності. Певно вже тоді він обрав для себе шлях наукових досліджень. Після закінчення навчання Марішлер стажувався у Відні в клініці професора Едмунда фон Нойссера по зовсім новій на ті часи спеціальності — гематології.
До Львова повернувся у 1897 році, обійняв посаду асистента клініки внутрішніх хвороб. У подальшому його кар'єра була доволі успішною: з 1902 року отримав право читати лекції з внутрішньої медицини та звання доцента, з 1910 року — титул професора надзвичайного. З кінця 1902 року Ю. Марішлер полишив посаду асистента в клініці, але продовжував викладати як сумісник — доцент приватний. Тоді ж розпочав провадження приватної практики, користувався авторитетом у своїх пацієнтів та колег.
На медичному факультеті Львівського університету за понад тридцятирічну діяльність він читав лекції з питань діагностики внутрішніх
хвороб та методики фізичного обстеження пацієнтів: щотижневі заняття тривалістю 1,5-2 год., які проходили, як правило, в приміщенні клініки або амбулаторії при клініці. Юліуш Марішлер фактично був першим спеціалістом з пропедевтики внутрішніх хвороб. На додаткових курсах, які організовував медичний факультет для провінційних лікарів, викладав нефрологію. У 1908 році викладав на самаритянських курсах, організованих товариством «Гурток медиків» (пол. «Koło medyków») — надання першої допомоги при невідкладних станах.
Громадянська активність Ю. Марішлера проявлялась у різних справах. Так, він багато років поспіль вів терапевтичний прийом у Загальній поліклініці, де надавалася безкоштовна медична допомога пацієнтам — представникам незаможніх верств населення Львова. Ця інституція була знаковою для Львова кінця ХІХ—початку ХХ століття. Загальну поліклініку (спочатку Безкоштовна загальна лічниця) організовано за ініціативи вільно практикуючих лікарів, котрі об'єдналися у Товариство з метою надання медичної допомоги незаможним хворим, відкрита 15 січня 1889 року при вул. Сикстуській, 31 (нині — вул. Дорошенка). Лічниця складалася з відділів внутрішніх хвороб, хірургічного, гінекологічного, педіатричного, дерматовенерологічного та стоматологічного. Від 1899 року була реорганізована у Загальну поліклініку та переведена у будинок при вул. Сенкевича, 7 (нині — вул. Вороного). Але вже 1904 року для неї придбано власний будинок при вул. Лінде, 5 (нині — вул. Ліста), в якому установа перебувала до 1939 року.
Після першої світової війни Марішлера обрано головою Спілки лікарів каси хворих. Від самого початку своєї діяльності у Львові Ю. Марішлер був членом Товариства Галицьких лікарів, а саме, його секції — Львівського лікарського товариства. У 1930 році його обрано заступником голови, а 1931 року — головою Львівського лікарського товариства. Коли у 1906 році Товариством Галицьких Лікарів було прийнято рішення видавати власний друкований орган, Марішлер з групою лікарів став співзасновником та видавцем «Львівського лікарського тижневика» (пол. «Lwowski Tygodnik Lekarski»). 
Ю. Марішлер не афішував своє приватне життя. Тим цікавіше простежити, де він проживав. Під час роботи асистентом молодий лікар мешкав у спеціально відведених для цього кімнатах в будівлі клініки. Від 1902 року він винаймав помешкання в будинку лікаря Теодора Кароля Баллабана, при вул. Валовій, 7. Оскільки цей будинок пішов під знесення, то вже 1904 року Марішлер змушений був покинути це помешкання та перебрався на вул. Коперника, 3. І ця будівля 1908 року пішла під знесення. Отож, родина Марішлерів 1909 року придбала кам'яницю при вул. Хорунщизна, 16 (нині — вул. Чайковського), де Ю. Марішлер мешкав до кінця життя. Ймовірно, що за цією адресою він мав приватний кабінет, де проводив прийом пацієнтів — так як було заведено на той час.
Похований у родинному гробівці на Личаківському цвинтарі (поле № 3).

## Наукова робота
Від самого початку кар'єри молодого науковця цікавили проблеми та питання, що для практичного лікаря становили суто академічну зацікавленість. Але не для допитливого аналітичного розуму Марішлера: він вмів знаходити теми, які вимагали нестандартного мислення та вирішення, а згодом — надавались для практичного застосування. На самому початку це були дослідження обміну речовин, зокрема азоту у хворих із асцитом (1898), у хворих важкими формами анемії (1899), при сифілітичному нефриті (1900), при надмірній пітливості (1898). Він певний час займався лікуванням вроджених та набутих вад серця та великих судин, і навіть вважався авторитетом з цих питань — це були, наприклад, хворі зі звуженням устя легеневої артерії (1898), недостатністю тристулкового клапана (1901), з аневризмою аорти (1900).
До вагомого наукового доробку Марішлера слід віднести багаторічну працю над дослідженням фізіології нирок, зокрема, методи дослідження сечі. Він вивчав вплив кухонної солі на видільну функцію хворих нирок (1902), безсольової дієти на діяльність нирок (1907), перший запропонував з метою дослідження видільної функції нирок введення в організм людини певних кількостей NaCl11. 1907 року у «Львівському лікарському тижневику» надруковано ґрунтовну працю про нові напрямки дослідження сечі у хворих з нефритами. Марішлер був у першому ряду дослідників у нефрології. І вже відтоді у наукових, та й практичних, медичних колах вважався незаперечним авторитетом з цих питань.
Значна частка наукової роботи Марішлера була присвячена питанням токсикології: зокрема вивчав вплив токсинів фекальних мікроорганізмів на систему кровообігу (1902). Відоме його дослідження про вплив алкоголізму на виникнення та перебіг внутрішніх хвороб. 1903 року вчений брав участь у підготовці посібника «Наука про внутрішні хвороби», де був автором 2-х розділів у І томі: «Отруєння» та «Хвороби обміну речовин». У 1909 році було надруковано велике дослідження про взаємозв'язок туберкульозу та
хвороби Верльгофа.
Клініка, очолювана професором Антонієм Глюзинським, в часи Марішлера розташовувалась у двоповерховому будинку на території Крайового Загального шпиталю, поряд з хірургічною. Цих два будинки ще на етапі проєктування призначались для потреб лікарського факультету Львівського університету. Спочатку там було передбачено лише по 50 ліжок для пацієнтів та багато приміщень для проведення науково-дослідницької та навчально-педагогічної роботи. Станом на 1900—1908 роки у терапевтичній клініці лікувалося близько 450—500 хворих щороку. Він співпрацював з офтальмологом Адамом Шуліславським, лікарем, хіміком Вацлавом Морачевським, військовим лікарем Абраґамом Степлєром. Впродовж усієї своєї діяльності отримував подяки від багатьох лікарів — за товариську допомогу.
Першим кого науковець залучив до досліджень був український лікар Євген Озаркевич. Результатом їхньої співпраці стала стаття Ю. Марішлера з питань метаболізму при асциті, де він згадує Озаркевича як помічника. Ця ж стаття була надрукована у Щоденнику, виданому на ювілей професора Едварда Сас-Корчинського — тут ім'я Євгена Озаркевича вже подано як
співавтора. Також подібний матеріал було надруковано німецькою мовою у часописі «Архів захворювань травної системи» (нім. Archiv für Verdauungskrankheiten) та українською мовою у «Лікарському збірнику» НТШ.
У 1909 році на І з'їзді польських інтерністів Юліушем Марішлером у співавторстві з асистентом клініки внутрішніх хвороб Мареком Райханштайном та лікарем відділення внутрішніх хвороб єврейського шпиталю Натаном Шнайдером було подано для виступу цікавий матеріал про вплив дієт різної калорійності та вмісту азоту на метаболізм людини, який потім був надрукований у часописі «Львівський лікарський тижневик». У 1911 році така ж плідна співпраця з цими лікарями ознаменувалась низкою виступів на ХІ з'їзді польських лікарів та природознавців — усі з питань дослідження обміну речовин. Тоді ж у одному з досліджень співавтором став молодий Мар'ян Панчишин.

### Праці
- Marischler J., Ozarkiewicz E. Stoffwechsel bei abnehmendem und zunehmendem Ascites Archiv für Verdauungskrankheiten. — 1899. — № 5. — S. 222–237. (нім.)
- Marischler J. O wpływie produktów drobnoustrojów kałowych I wyciągów kałowych na narząd krążenia // Polskie Archiwum nauk biologicznych I lekarskich. — 1902. — I (II).
- Marischler J. Nowe kierunki badania moczu u chorych z zapaleniem nerek // Lwówski Tygodnik Lekarski. — 1907. — cz. 13, nr 2. — S. 147—149. (пол.)
- Marischler J. O urochromie ze stanowiska klinicznego // Lwówski Tygodnik Lekarski. — 1909. — cz. IV. — S. 457—460. (пол.)
- Marischler J. Stosunek gruџlicy do choroby Werlhoffa i skazy krwotocznej // Lwówski Tygodnik Lekarski. — 1909.11.
- Marischler J., Pańczyszyn M. Wpływ diety na jakość wydzielanego soku żołądkowego w stanach chorobowych i na wydzielanie chloru w moczu // Przegląd Lekarski. — 1911. — № 18. — S. 275. (нім.)